# JAMA Neurology
JAMA Neurology, abgekürzt JAMA Neurol., ist eine medizinische Fachzeitschrift. Die Beiträge durchlaufen ein Peer-Review-Verfahren und behandeln alle Teilgebiete der Neurologie, einschließlich neuen Erkenntnissen über Funktionen und Aufbau des Nervensystems und neurologische Erkrankungen. Herausgeber ist die American Medical Association (AMA).
Die Zeitschrift ging 1959 als AMA Archives of Neurology aus dem 1919 begründeten Periodikum Archives of Neurology & Psychiatry hervor. Beiträge aus dem Gebiet der Psychiatrie wurden anschließend in Archives of General Psychiatry veröffentlicht, die seit 2013 unter den Namen JAMA Psychiatry erscheint. 
Im Jahr 2013 wurde die Zeitschrift von Archives of Neurology in JAMA Neurology umbenannt.
Der Impact Factor der Zeitschrift lag im Jahr 2018 bei 12,321.
Nach Angaben der Redaktion werden rund acht Prozent der eingereichten Beiträge angenommen.